# Seaxneat

Seaxnēat, deus dos saxões.

Sahsnoð , Saxnōt (em saxão antigo) ou Seaxnēat (em inglês antigo), parece ter sido um deus exclusivo dos saxões, embora tenha sido comparado com Tiw/Týr. Seu nome é dito significar ou companheiro de adaga ou amigo dos saxões. O problema de interpretar o nome dele é que os próprios saxões receberam seu nome da palavra significando adaga, “Sax” ou “Seax”. Portanto, não há muita certeza se o elemento “Seax”, no nome de Seaxnēat, significa apenas uma adaga ou é uma referência para o povo Saxão, na realidade. Seaxnēat foi preservado em saxão continental como Saxnot ou Sahsnot, onde ele é mencionado como um deus que deveria ser renegado durante a conversão ao cristianismo.
Na Inglaterra, onde também foi adorado, ele também foi visto como o ancestral anglo-saxão, como registrado nas genealogias de Essex, e sem dúvida ele também era considerado o antepassado dos saxões continentais. Os outros reinos saxões da Inglaterra, Wessex e Sussex, não mantiveram Seaxnēat em suas genealogias, mas parece razoável supor que em algum tempo ele fora considerado o antepassado de todos os povos saxões. A razão de sua ausência entre os saxões de Wessex e Sussex poderia ser que ele foi eventualmente substituído por Wōden (nome anglo-saxão de Odin) que acabou se tornando o deus principal entre os anglo-saxões na Inglaterra. Mas em Essex por razões desconhecidas os saxões sentiram ser necessário permanecerem fieis a ele.
Se o nome de Seaxnēat significa companheiro de adaga, seu símbolo nos dias antigos pode ter sido o de uma adaga. Na Germânia continental são relatadas danças que envolviam o uso de espadas. Sem dúvida, essas danças ou similares também foram realizadas na Inglaterra, uma vez que as imagens foram encontradas mostrando homens executando tais danças/rituais. Parece provável que Seaxnēat tenha acabado por se desfazer de favor com os anglo-saxões, possivelmente como mencionado devido ao surgimento de Wōden, mas, como no continente, o culto dele foi mais do que desafiado pela ascensão de outro deus, o cristão.